# Evangelische Kirche (Holzburg)

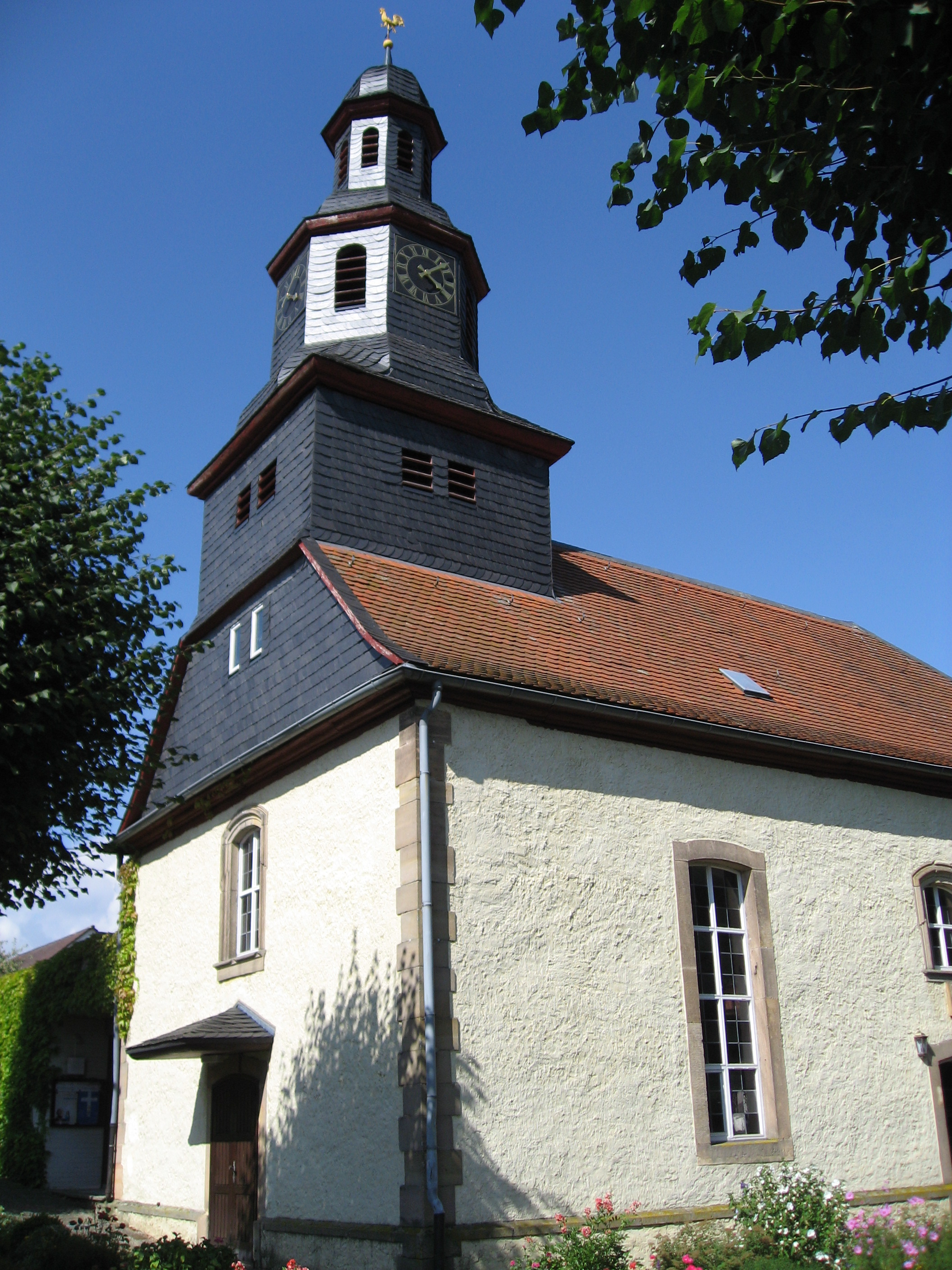
Evangelische Kirche in Holzburg

Die evangelische Kirche Holzburg ist ein denkmalgeschütztes Kirchengebäude im Ortsteil Holzburg der Gemeinde Schrecksbach im Schwalm-Eder-Kreis in Hessen. Die Kirchengemeinde gehört zum Kirchspiel Schrecksbach im Kirchenkreis Schwalm-Eder im Sprengel Marburg der Evangelischen Kirche von Kurhessen-Waldeck.

## Beschreibung
Die Saalkirche stammt aus dem Jahre 1789. Aus dem Satteldach des Kirchenschiffs erhebt sich im Westen ein quadratischer, schiefergedeckter Dachreiter, hinter dessen Klangarkaden sich der Glockenstuhl befindet. Darüber sitzt ein achteckiger Aufsatz, der die Turmuhr beherbergt, und mit einer Laterne bekrönt ist. 
Die Kirchenausstattung ist frühklassizistisch. Zu ihr gehört eine mit Rocaille verzierte Kanzel. Die Orgel wurde 1818 von Johann Hartmann Bernhard gebaut.